# Larbi Belkheir
Larbi Belkheir, né le 7 février 1938 à Frenda, dans l'actuelle wilaya de Tiaret en Algérie, mort le 28 janvier 2010 à Alger, est un général de l'Armée nationale populaire (ANP) algérienne. Il était considéré par le quotidien français Le Figaro comme « le parrain du régime (algérien) depuis les années 1980 ».
Il passe la main en 2009 en raison de son état de santé. Des rumeurs insistantes sur sa mort en mars 2009 ont été démenties le 21 avril 2009 par sa famille. Il est mort le 28 janvier 2010 à Alger, des suites d'une longue maladie à l'hôpital militaire d'Aïn Naâdja à Alger.
Il a été longtemps directeur de cabinet des présidents Bendjedid et Bouteflika, et il était ministre de l'Intérieur au moment de l'assassinat du président Boudiaf à Annaba, le 29 juin 1992.
Après la mort mystérieuse du président Boumédiène, il commença à se donner une couverture d'homme politique avec la bénédiction intéressée du président  Bendjedid. C'est dans les locaux de l'école militaire qu'il dirigeait, l'ENITA, que s'étaient réunis les militaires afin de choisir le successeur de Boumédiène.

## Biographie
Larbi Belkheir nait le 1er janvier 1938 à Frenda dans l'actuelle wilaya de Tiaret en Algérie, alors départements français, il est fils d'un chef de zaouia de Frenda. Son père l'inscrit à Mascara, à plus de 100 km du domicile familial, puis à Fès, au Maroc. Il en revient en 1950 pour entrer au collège à Oran et, en 1955, au lycée de Sidi Bel-Abbès.
En 1958, il est incorporé dans l'armée française et admis à l'école militaire de Saint-Maixent. Il fait partie des sous-officiers algériens qui sont, grâce aux services secrets français, devenus sous-lieutenants avant d'être exfiltrés vers la Tunisie entre 1958 et 1961, où ils rejoignent l'ALN.
Après l'indépendance, il a occupé le poste de chef d'état-major à Ouargla et celui de la 2e Région militaire, avant d'être nommé, en 1975, commandant de l'École nationale des ingénieurs et techniciens d'Algérie (Enita).
Sous la présidence de Chadli Bendjedid, Larbi Belkheir est élevé au grade de colonel et dirige le Haut conseil de sécurité avec le rang de conseiller à la présidence de la République, puis est nommé directeur de cabinet du président Chadli Bendjedid de 1986 à 1989. En 1991, il fait son entrée au gouvernement pour occuper le poste de ministre de l'Intérieur et des Collectivités locales dans le gouvernement de Sid Ahmed Ghozali .
Après les élections législatives avortées de 1991, Belkheir et le général Khaled Nezzar, pourtant liés au chef de l'État Chadli Bendjedid, demandent à ce dernier de démissionner. Certains expliquent cette demande par la volonté du président Bendjedid de nommer à l'état-major des militaires proches de lui. Il démissionne finalement le 11 janvier 1992.
Après le coup d'État militaire de 1992, le pouvoir civil est confié à Mohamed Boudiaf. Celui-ci est assassiné peu après, le 29 juin 1992, par le sous-lieutenant Lambarek Boumaarafi. L'hypothèse de l'implication de Belkheir dans l'attentat contre Boudiaf est avancée. En effet, d'une part Mohamed Boudiaf a fait ouvrir un dossier de corruption concernant la vente de matériel militaire par l'entreprise Thomson où Larbi Belkheir est impliqué. Mohamed Boudiaf a demandé que les bénificiaires de commissions illégales sur des exportations soit mis à jour. Et d'autre part dans le cadre du conflit concernant le Sahara occidental, l'armée suspectait Mohamed Boudiaf d'être trop favorable aux positions marocaines,.
Après l'arrivée du général Zéroual à la tête de l'État algérien en 1994, Belkheir quitte le pays pour la Suisse.
Zéroual doit ensuite quitter le pouvoir à la suite des luttes de pouvoir dans l'état-major et les services de sécurité, luttes suscitées principalement par Médiène qui voulait prendre le dessus sur l'ami de Zéroual, Mohamed Betchine, alors à la tête du DRS.
Des négociations eurent lieu entre les chefs militaires et Bouteflika, pour modérer les exigences de ce dernier lorsqu'il fut choisi pour succéder à  Zéroual. Belkheir joue un rôle important dans ces négociations, ce qui lui permet de devenir à nouveau chef de cabinet de la présidence, afin d'exercer la même autorité que sous la présidence de Chadli.
Mais Bouteflika ne veut pas être, selon ses mots, un trois-quarts de président, et prend peu à peu le contrôle face à Belkheir.
Pris en tenaille entre Médiène, indéboulonnable à la tête des services de sécurité, et le président Bouteflika, qui est officiellement à la tête de toutes les institutions, Belkheir doit quitter sa fonction en 2005, date à laquelle il est nommé ministre d'État et ambassadeur d'Algérie au Maroc. Une décision interprétée à l’époque comme une mise à l'écart de l'homme connu pour son influence au sein des cercles dirigeants.
Il meurt le 28 janvier 2010 à Alger, après avoir lutté pendant plusieurs mois contre une maladie grave qui l'avait obligé à effectuer plusieurs séjours pour soins en Europe. Les craintes de poursuites judiciaires à l'étranger avaient contraint le général à la retraite à revenir effectuer ses soins à l'hôpital militaire d'Aïn Naâdja à Alger.